# Gerhard Bengsch

Gerhard Bengsch (2001)

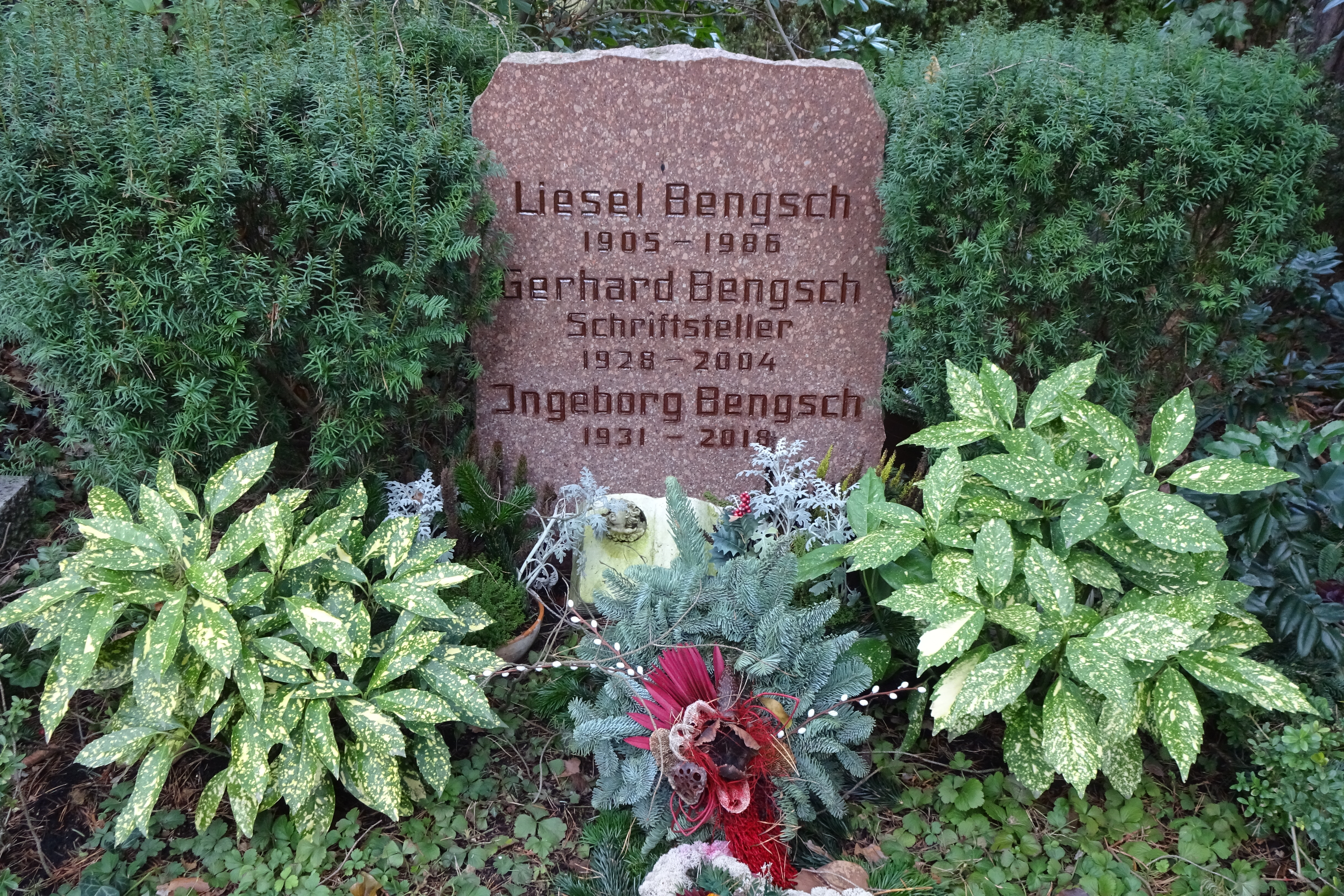
Grabstein auf dem Waldfriedhof Kleinmachnow

Gerhard Bengsch (Pseudonyme: Terenz Abt, Gerhard B. Wenzel, Renate Gaerber; * 24. November 1928 in Berlin; † 11. März 2004 in Kleinmachnow) war ein deutscher Schriftsteller und Drehbuchautor und ab 1954 Mitglied des Schriftstellerverbandes der DDR.

## Leben
Bengsch begann seine Karriere nach Ende des Zweiten Weltkriegs als Reporter und Redakteur bei der Berliner Zeitung. Anfang der 50er Jahre veröffentlichte er in der DDR erste Erzählungen und schrieb den Roman Institut Bodelsang unter Mordverdacht.
Der mit Bertolt Brecht eng verbundene bulgarische Regisseur Slatan Dudow lud Bengsch 1954 ein, am Drehbuch für seinen Film Frauenschicksale mitzuschreiben. Dies war der Beginn für Bengschs Karriere als Drehbuchautor. Aus seiner Feder stammen die Drehbücher für mehrere DEFA-Spielfilme, Fernsehspiele, Fernsehfilme und TV-Mehrteiler für den Deutschen Fernsehfunk. 1968 sendete die ARD den DDR-Fernsehfilm Irrlicht und Feuer, der auf einem Drehbuch von Bengsch beruhte. Auf der Tagung der Berliner Sektion des Schriftstellerverbandes der DDR am 7. Juni 1979 in Ost-Berlin stimmte Bengsch für den Ausschluss der sich der Zensur widersetzenden Schriftsteller Stefan Heym, Klaus Schlesinger, Adolf Endler, Klaus Poche, Joachim Seyppel, Karl-Heinz Jakobs, Rolf Schneider, Dieter Schubert und Kurt Bartsch.
Vor der Wiedervereinigung schrieb Bengsch (unter den Pseudonymen Renate Gaerber und Gerhard B. Wenzel) für die ARD Karambolage (1989) und Notenwechsel (1990). Danach schrieb Bengsch 1992 für die ARD Dornberger und 1993 die Wiedervereinigungskomödie Grüß Gott, Genosse sowie Drehbücher für Fernsehserien der ARD und der Privatsender.
Zuletzt wandte sich Bengsch wieder verstärkt seiner schriftstellerischen Tätigkeit zu. 1997 verfasste er die Satire Herr Minister läßt grüßen; 1998 folgte Um Antwort wird gebeten und die Erzählung Gute Nacht, Antonio; 2000 erschien u. a. Prünzke & Prott, eine Sammlung satirischer Erzählungen. 2003 veröffentlichte der Scheunen-Verlag Der Colonel von Cattenberg. Im März 2004 erschien beim BS-Verlag Rostock das letzte Werk des Autors: Unterlassene Hilfeleistung – Zwei Kriminalfälle.
Bengsch wurde 1960 mit dem Theodor-Fontane-Preis des Bezirks Potsdam ausgezeichnet und erhielt 1967 bis 1969 und 1980 den Kunstpreis des FDGB sowie 1975 den Literaturpreis des DFD. Außerdem wurden ihm mehrere Silberne und Goldene Lorbeeren des DFF verliehen. Zweimal erhielt er den Nationalpreis der DDR für Kunst und Literatur, 1969 I. Klasse im Kollektiv und 1980 II. Klasse. 1994 wurde er mit dem DAG-Fernsehpreis gewürdigt.
Er lebte seit 1956 in Kleinmachnow. Auf dem Waldfriedhof des Ortes befindet sich sein Grab.

## Publikationen
- 1950: Frauen, von denen man spricht
- 1951: Der junge Schotte
- 1952: Die große Wandlung
- 1952: DWK 10
- 1952: Das geheimnisvolle Wrack
- 1954: Funkspruch aus Kubberlitz
- 1955: Das grüne Gespenst
- 1955: Institut Bodelsang unter Mordverdacht
- 1956: Ich suchte das Paradies
- 1957: Eine Stadt von vielen
- 1969: Krupp und Krause
- 1973: eva + adam
- 1998: Unterlassene Hilfeleistung
- 1998: Gute Nacht, Antonio
- 2000: Prünzke & Prott
- 2000: Meine Reisen mit Annabella
- 2001: Heiratsschwindel
- 2003: Geisterstunde
- 2003: Der Colonel von Cattenberg

## Filmografie
- 1952: Frauenschicksale
- 1954: Das geheimnisvolle Wrack
- 1954: Das Stacheltier: Das Wirtschafts-Wunder (Idee)
- 1954: Das Stacheltier: Die Studienreise (Szenarium)
- 1955: Das Stacheltier: Ins Wasser gefallen (Idee)
- 1956: Das Stacheltier: Die Glocke von Coruptica (Szenarium, mit Heinz Brandt)
- 1956: Das Stacheltier: Das Gold in der Ackerstraße (Drehbuch, mit E. R. Greulich)
- 1957: Das Stacheltier: Abenteuer auf dem Mond (Drehbuch, mit Johannes Kittel)
- 1959: Versuchsreihe K7 (Fernsehfilm)
- 1959: Musterknaben
- 1960: Nachtdienst (Fernsehfilm)
- 1960: Manko (Fernsehfilm)
- 1961: Hoffnung auf Kredit (Fernsehfilm)
- 1961: Der Arzt von Bothenow
- 1961: Gastspiel im Dschungel (Fernsehfilm)
- 1961: Kurz vor zwölf (Fernsehfilm)
- 1962: Gift (Fernsehfilm)
- 1962: Die Entdeckungen des Julian Böll
- 1962: Das Haus am Bahndamm (Fernsehfilm)
- 1962: Asphaltstory (Fernsehfilm)
- 1963: Schatten und Schemen (Fernsehfilm)
- 1963: Revue um Mitternacht
- 1963: Reserviert für den Tod
- 1964: Schwarzer Samt
- 1964: Das Stacheltier: … aber genau! (Drehbuch, mit Heinz Thiel)
- 1966: Irrlicht und Feuer (Fernsehfilm, Zweiteiler)
- 1967: Brot und Rosen
- 1968: Heroin
- 1969: Krupp und Krause (Fernsehfilm, Mehrteiler)
- 1970: Zwei Briefe an Pospischiel (Fernsehfilm)
- 1973: Eva und Adam (Fernsehfilm, Vierteiler)
- 1975: Steckbrief eines Unerwünschten (Fernsehfilm)
- 1976: Strategie der Träume (Fernsehfilm)
- 1978: Brandstellen
- 1979: Die lange Straße (Fernseh-Miniserie)
- 1983: Der ungebetene Gast (Fernsehfilm)
- 1989: Karambolage (Fernsehfilm)
- 1989: Die Beteiligten
- 1990: Notenwechsel (Fernsehfilm)
- 1992: Dornberger (Fernsehfilm)
- 1993: Grüß Gott, Genosse (Fernsehfilm)

## Hörspiele
- 1970: Krupp und Krause (3 Teile) – Regie: Walter Niklaus (Rundfunk der DDR)